# Figueirense FC
Figueirense Futebol Clube, kortweg Figueirense, is een Braziliaanse voetbalclub uit de stad Florianópolis in de staat Santa Catarina. Figueirense komt uit in de Série A van het Campeonato Brasileiro en is recordkampioen van haar eigen staat.

## Geschiedenis

### Oprichting
De jonge sporter Jorge Albino Ramos kreeg in het begin van de jaren 1920 het idee om een sportvereniging op te richten voor de hoofdstad van Santa Catarina: Florianópolis. Voor zijn project riep hij de hulp in van een aantal vrienden. Het was João Savas Siridákis die de naam Figueirense voortelde omdat de bijeenkomsten voor het oprichten van de club steevast plaatsvonden in de 'Figueira'. Op 12 juni 1921 werd de club uiteindelijk officieel opgericht.

### Successen
De eerste grote successen kwamen in de jaren 1930. In 1933, 1935, 1936, 1937 en 1939 werd de eindoverwinning behaald in het staatskampioenschap. De club domineerde daarmee het voetbal in Santa Catarina. In de jaren 1940 moest Figueirense die rol echter overlaten aan rivaal en stadsgenoot Avaí, dat het kampioenschap viermaal op rij behaalde. In de eigen staat is Figueirense sinds de jaren 1930 een van de grootste teams, maar op nationaal niveau is de club vaker in lagere divisies teruggevonden dan in de Série A.
Een nieuwe succesperiode kwam tot stand in het begin van de 21e eeuw. In 2002, 2003, 2004 en 2006 werd het staatskampioenschap behaald, en met een tweede plaats in de Série B van 2001 werd een plekje in de hoogste afdeling van het nationale profvoetbal veiliggesteld. Waar andere clubs uit Santa Catarina, zoals Criciúma, Avaí en Joinville het moeten doen met rollen in de Série B en Série C, heeft Figueirense zich weten te nestellen in de middenmoot van de Série A. In 2007 leverde Figueirense een knappe prestatie door de finale van de Copa do Brasil te bereiken. Fluminense bleek over twee wedstrijden echter net iets te sterk. In 2016 degradeerde de club, terwijl stadsrivaal Avaí opnieuw de promotie kon afdwingen.

## Vandaag
Voor het moment speelt Figueirense in Serie C ze hebben 46 spelers met een gemiddelde leeftijd van 26,7 jaar. Ze staan derde met 7 punten in 6 Wedstrijden.
Hun laatste wedstrijd tegen leider ABC FC eindigde doelpuntloos en speler Oberdan Alionco eindigde met een gele kaart. 18 September verloor Figueirense tegen EC Vitoria met 1-0. Op de zesendertigste minuut kon Santiago Trellez scoren en in de zestigste minuut kreeg Sanchez Costa van EC Vitoria. De wedstrijd daarvoor verloren ze ook met 1-0 tegen Paysundu SC en een week daarvoor speelde Figueirense ook tegen Paysundu SC maar wonnen ze met 2-1. 28 Augustus wonnen ze met 5-1 van EC Vitoria. Hun keeper Wilson kon toen scoren met een penalty in de drieëntachtigste minuut.
Diego Concalves maakte tot nu nog toe het meeste doelpunten in Serie C vo or Figueirense.

## Erelijst
- Campeonato Catarinense (17)

1932, 1935, 1936, 1937, 1939, 1941, 1972, 1974, 1994, 1999, 2002, 2003, 2004, 2006, 2008, 2014, 2015, 2018
- Copa Santa Catarina (2)

1990, 1996
- Recopa Catarinense (1)

2019